# Delphyre atava
Delphyre atava là một loài bướm đêm thuộc phân họ Arctiinae, họ Erebidae.